# Tabor (Maribor)

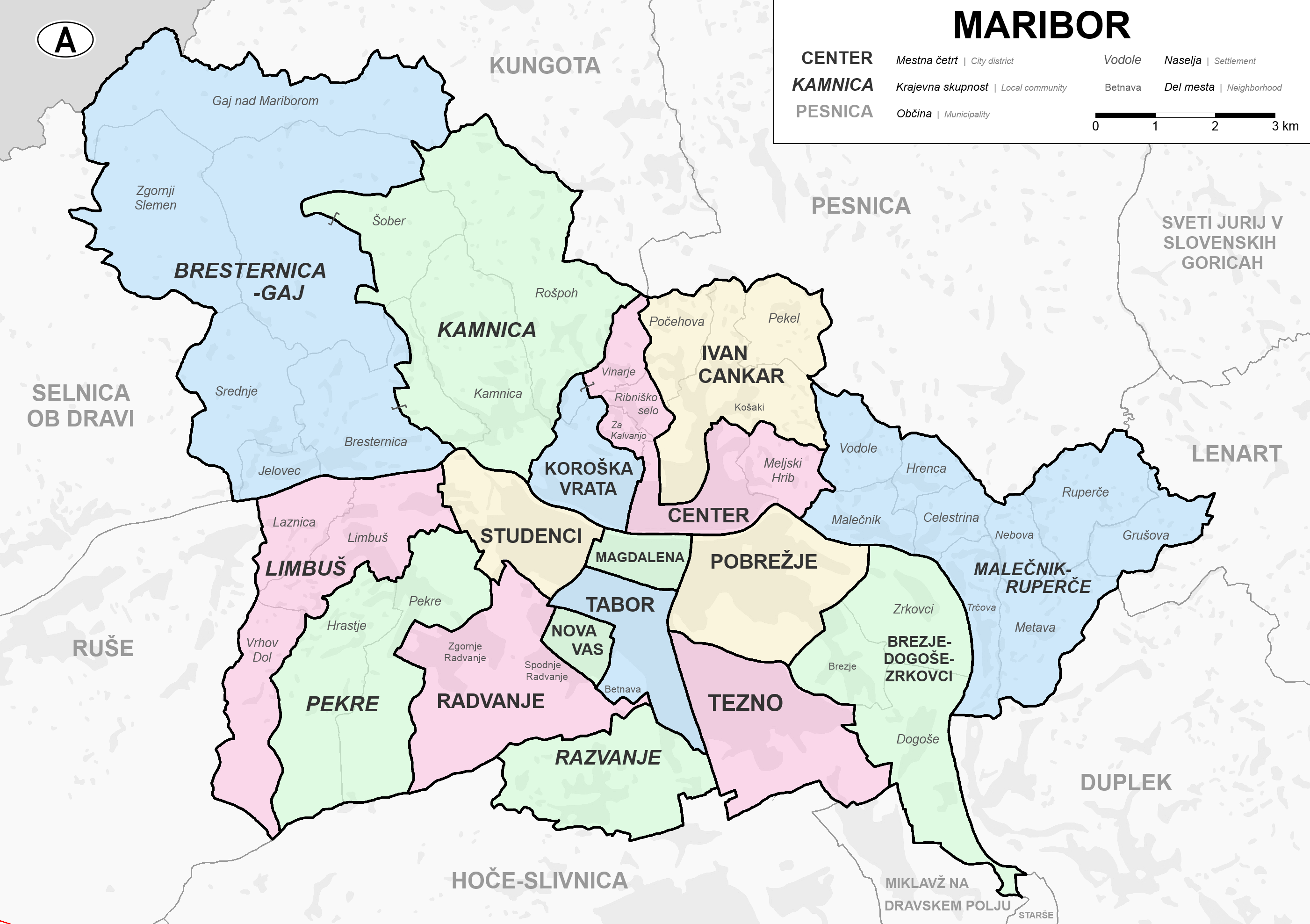
Stadtbezirke und Ortsgemeinschaften von Maribor

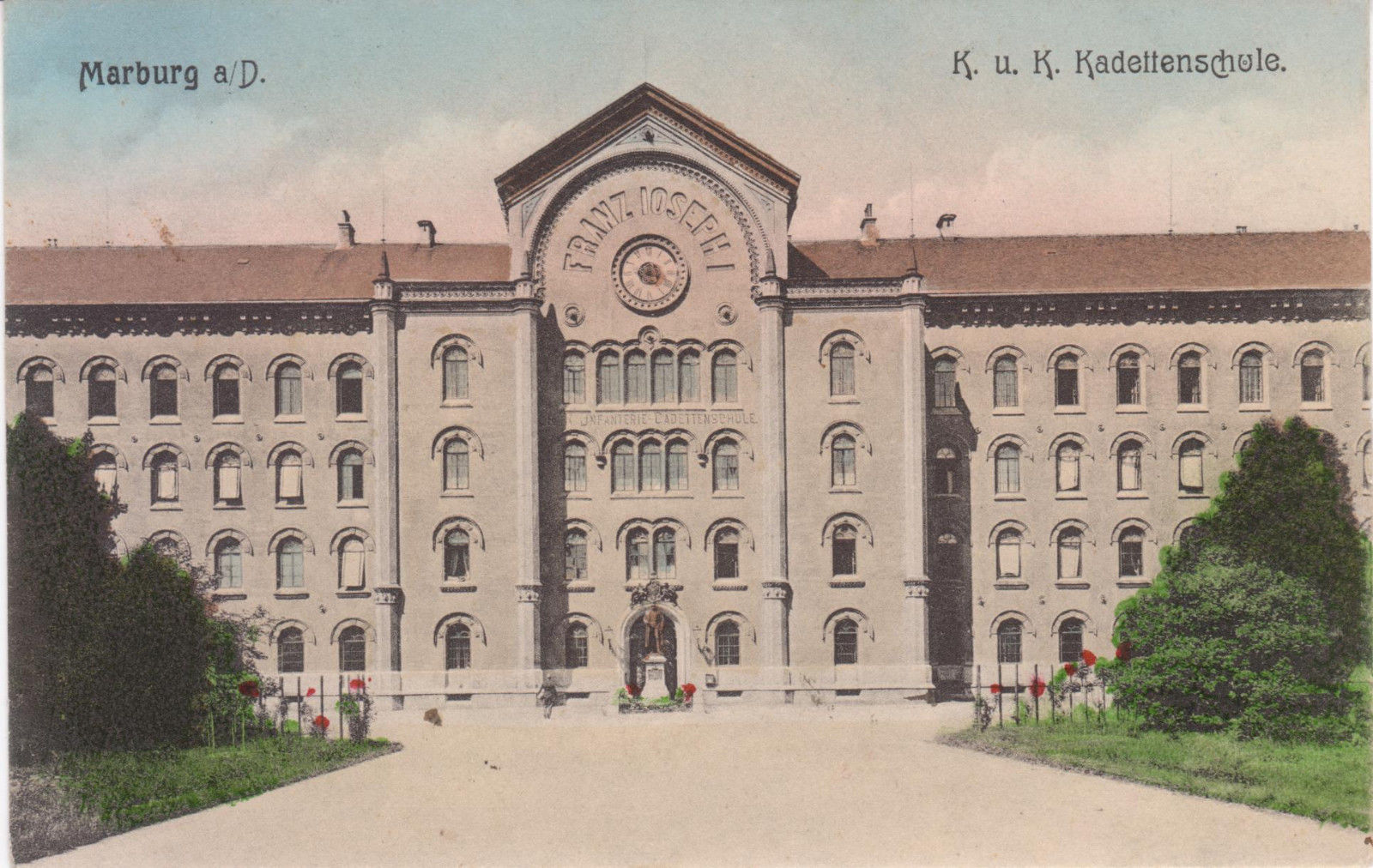
k.u.k.Kadettenschule Marburg, heute Tabor, etwa 1910

Mestna četrt Tabor, Kurzform: MČ Tabor (deutsch Stadtbezirk Tabor) ist der Name eines Stadtbezirks  in der slowenischen Stadtgemeinde Maribor (Marburg an der Drau).

## Lage
Der Bezirk liegt im Süden des Stadtgemeinde. Die Grenzen des Stadtviertels liegen nördlich der Titova cesta, entlang der Ulica Pariska Komuna bis zur Koresova ulica, westlich der Engelsova ulica, südlich entlang der Cesta proletarskih brigada, der Betnavska cesta, der Ljubljanska ulica bis zur Streliška ulica, weiter bis zur Tržaška cesta mit dem Industriegebiet und Nach Osten entlang der Bahngleise bis zur Nasipna-Straße.
Tabor grenzt im Norden an Studenci und Magdalena (Maribor), Magdalena, im Westen an Nova vas, im Nord- und Südwesten an Radvanje, im Süden an Razvanje, im Südosten an Tezno und im Nordosten an Pobrežje.

## Sehenswürdigkeiten, Bauwerke
- Slowenisches Militärmuseum in der Kadetnica Maribor, erbaut zwischen 1853 und 1856 als österreichisch-ungarische Kaiserliche Kadettenschule[2][3]
- Südlich der Bezirksgrenze liegt in der Ortsgemeinschaft Razvanje das Schloss Betnava (deutsch: Schloss Windenau)[4], dessen Wald Betnavski gozd sich auf dem Gebiet von Tabor befindet.

## Geschichte
Die Gegend, in der sich heute der Stadtbezirk Tabor befindet, war Ende des 19. Jahrhunderts weitgehend landschaftlich sowie durch das Militär genutzt und ansonsten unbebaut. Es existierten nur wenige Gehöfte. Erwähnt werden die Gehöfte Wretzl und Waldtoni, der Exerzierplatz bei Schloss Windenau (heute Schloss Betnava), sowie die Cavallerie-Kaserne und die Franz-Josef-Kaserne südlich der Magdalena-Vorstadt.